# Abd-al-Mumin ibn Ibrahim
Abd-al-Mumin ibn Ibrahim fou un emir hàfsida (1489-1490). Era fill d'Abu-Sàlim Ibrahim, el qual al seu torn era fill d'Abu-Úmar Uthman. El 1490 va assassinar el seu cosí germà Abu-Zakariyyà Yahya (IV) i es va proclamar emir al seu lloc. No gaudia de prou suport i molt aviat fou enderrocat pel fill del seu predecessor, Abu-Yahya Zakariyyà ibn Yahya.